# واو ريان دافي
واو ريان دافي (بالإنجليزية: F. Ryan Duffy) (و. 1888 – 1979 م) هو سياسي، ومحام، وقاض من الولايات المتحدة الأمريكية ولد في فوند دو لاك.
تولى منصب عضو مجلس الشيوخ الأمريكي .وهو عضو في الحزب الديمقراطي الأمريكي .

## التعليم
تعلم في جامعة ويسكونسن-ماديسون.